# Trois mélodies, Op. 7
Trois mélodies es un grupo de mélodies para voz y piano del compositor francés Gabriel Fauré. Consta de Après un rêve (Op. 7, n.º 1), una de las piezas vocales más populares de Fauré, Hymne (Op. 7, n.º 2) y Barcarolle (Op. 7, n.º 3). Las canciones fueron escritas entre 1870 y 1878. Sin embargo, no fueron concebidas como una serie de tres piezas; el número de opus 7 les fue impuesto de manera retrospectiva en la década de 1890, casi 20 después de su primera publicación.[cita requerida]

## Après un rêve
En Après un rêve (publicada en 1877), se describe el sueño de un vuelo romántico con un amante, lejos de la Tierra y «hacia la luz». Sin embargo, al descubrir la verdad el que sueña anhela volver a la «noche misteriosa» y estática falsedad de su ensoñación. El texto es una adaptación libre al francés por Romain Bussine de un poema anónimo en italiano.

## Hymne
Hymne toma el texto de un poema de Charles Baudelaire. El significado del texto de Hymne es vago para aquellos que no están familiarizados con el tema recurrente de Baudelaire de una paradoja (dado que el significado es bastante aparente en otras obras): la espiritualidad de lo sensual y la sensualidad de lo que es santificado. La adaptación de Fauré del texto se centra sutilmente en esta idea. Esta pieza, al igual que Après un rêve, mantiene un ambiente etéreo. El movimiento armónico tras «Salut en immortalité!» indica la entrada al relajado mundo de la espiritualidad. Tras la palabra "sel" que significa sal literalmente aquí de manera figurada hace referencia a algo cautivador, la armonía comienza a cambiar. Tras una línea de piano suave pero mucho cromatismo la estancia sobre un «amor incorruptible» lleva la canción a su clímax. Tras esto, la pieza vuelve a su estado tranquilo; sin embargo, la pieza termina con la tónica en la melodía principal pero el piano en la dominante para lograr mayor dramatismo. La línea Sachet toujours frais...travers la nuit fue omitida por Fauré.

## Barcarolle

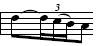
Ritmo que pasa entre el cantante y el piano a lo largo de toda la pieza.

El texto para la tercera pieza de la serie, Barcarolle, proviene de  Marc Monnier. La pieza está escrita en la forma de barcarola usando un animado compás de 6/8 . A lo largo de la canción, una figura rítmica consistente en una corchea unida a un tresillo de semicorcheas, seguido de otra corchea, a pasando de la voz al piano.